# Notothecta confusa
Notothecta confusa – gatunek chrząszcza z rodziny kusakowatych i podrodziny rydzenic.

## Taksonomia
Gatunek ten opisany został po raz pierwszy w 1844 roku przez Johanna Christiana Friedricha Märkela pod nazwą Homalota confusa.

## Morfologia
Chrząszcz o wydłużonym ciele długości od 2,5 do 3,2 mm, smuklejszym niż u pokrewnej N. flavipes. Głowa jest smoliście czarna, błyszcząca, bardzo drobno punktowana. Czułki są czerwonawe z brązowawą częścią środkową, grubsze niż u N. flavipes, zbudowane z ciasno upakowanych członów, z których trzeci jest zwykle tak długi jak drugi, człony przedwierzchołkowe są ponad półtorakrotnie szersze niż dłuższe, a człon wierzchołkowy jest wrzecionowaty. Przedplecze jest brązowe do smoliście czarnego, błyszczące, znacznie szersze od głowy, półtorakrotnie szersze niż dłuższe, najszersze u podstawy i ku przodowi zwężone, drobno i przeciętnie gęsto punktowane, pozbawione bruzdy środkowej. Owłosienie przedplecza kieruje się w większości ku tyłowi. Na bokach przedplecza wyrastają mocne szczecinki. Pokrywy są lśniąco brązowe, punktowane nieznacznie gęściej i grubiej niż przedplecze. Ubarwienie odnóży jest rude. Odwłok ma kolor smoliście czarny, czasem z brązowo rozjaśnionymi początkowymi tergitami. Punktowanie na jego powierzchni, zwłaszcza ku wierzchołkowi, jest silnie rozproszone i drobne.

## Ekologia i występowanie
Owad ten zamieszkuje gniazda mrówek. Najczęściej spotykany jest w mrowiskach kartonówki zwyczajnej, rzadziej odnajdywany jest w gniazdach przedstawicielek rodzaju Formica.
Gatunek palearktyczny, europejski, znany z Wielkiej Brytanii, Francji, Belgii, Holandii, Niemiec, Szwajcarii, Austrii, Włoch, Danii, Szwecji, Norwegii, Finlandii, Estonii, Polski, Czech, Słowacji, Węgier, Rumunii i europejskiej części Rosji.